# Халдія (фема)
Фема Халдія (грец. θέμα Χαλδία) — військово-адміністративна одиниця Візантійської імперії (фема), яка розташовувалась на північному сході Малої Азії (сучасна Туреччина). Отримала назву від старовиного народу халди (родичі картавелів), що мешкали в горах Понту. Утворилася близько 820 року. Остаточно припинила своє існування 1204 року внаслідок утворення Трапезундської імперії.

## Історія
У 530-х роках після приборкання племен мккронів та цаннів, що були союзниками Персії, завершилася християнізація цього регіону. За рішенням імператора Юстиніана I тут створено провінція Вірменія I Велика. За імператора Маврикія її перейменовано на Вірменію III. У 660 роках область халдів увійшла до складу новоутвореної феми Арменіакон в статусі турми. У VIII ст. отримала статус архоната (напівсамостійної адміністративної одиниці). Це було викликано наближенністю до кордону з багдадським халіфатом, що потребувала оперативного реагування на ворожі вторгнення.
819 або 820 року отримала статус феми. Втім процес її інституалізації затягнувся до 840 року. Напочатку 900-х років південну частину передано до складу феми Месопотамія. З цього часу межі феми не змінювалися, незважаючи на розширення кордонів Візантійської імперії.
Халдія була однією з заможніших областей імперії, що давала значний зиск державній скарбниці. Фема була багата на корисні копалини — свинець, срібло, золото. Тому тут розвивалося ремісцнитво, насамперед в містах Трапезунд й Керасунда. Гарний клімат сприяв розвитку садівництва, виноробства, землеробства. Вигідне розташування портів призвело до розвитку посередницької торгівлі з Кавказом, Хозарським кагантом, Персією та Кримом.
Водночас фема була важливою військовою базою для наступу Візантії на Кавказі. Звідси здійснювалися походи проти вірменських царств та Грузії. З 1022 року фема халдія перетворюється з прикордонної на внутрішню.
З появою загрози з боку сельджуків, фема халдія перетворилася на важливий центр постачання харчів та захисту північних регіонів Малої Азії. Після невдалих війн у 1070-х роках проти сельджуків, до якого також додалися постійні заколоти та повстання, на 1081 рік Халдія опинилася відрізаною від основої частини імперії. разом з тим її очільники завдяки вигідному розташуванню зумів відбити напади сельджуків. У фактично незалежному вигляді існувала до 1096 року.
З 1120-х років серед місцевої знаті набирає популярність про самостійність халдії, оскільки імператорський уряд більше уваги приділяв західним, південним, частково північних областях Малої Азії. Неможливість досягти значних посад і рангів за часів правління династії Комнінів спонукав знать феми шукати нових союзників. Ними стали правителі Грузії. При цьому посилилося негативне ставлення до Константинополя. 1126 році дука Костянтин Гаврас повстав проти імператора Іоанна II, утримуючи цю фему під своєю владою до 1140 року.
У 1204 році, скориставшись падіння Константинополя внаслідок Четвертого хрестового походу, грузинська цариця Тамара Велика зайняла усю Халдію, яку того ж року передала Олексію Комніну, онуку імператора Андроніка I. Той утворив на основі Халдії Трапезундську імперію. Територію феми було поділено на бандони.

## Адміністрація
Охоплювала більшу частину стародавньої області Понт. Межа феми проходила східніше Понтійських гір. На півночі мала вихід до Чорного моря, на сході межувала з Лазікою, на півдні — з фемою Колонеа, на заході — з Арменіаконом. Адміністративним центром було місто Трапезунд.
На чолі стояв стратег, що отримував щорічну зарплтаню у 24 лібри золота. Йому підпорядковувалося 4 тис. вояків. Час від часу очільник феми мав титул дукса.

## Відомі стратеги
- Барда Бойлас (922—923)
- Феофіл Куркуас (923—944)
- Роман Куркуас (944—959)
- Барда Фока (969—970)
- Никифор Палеолог (1074—1075)
- Феодор Гаврас (1085—1098)
- Даватін (1098—1103)
- Григорій Тароніт (1103—1106)
- Костянтин Гаврас (1118—1140)